# Dorfkirche Schönermark (Schwedt/Oder)

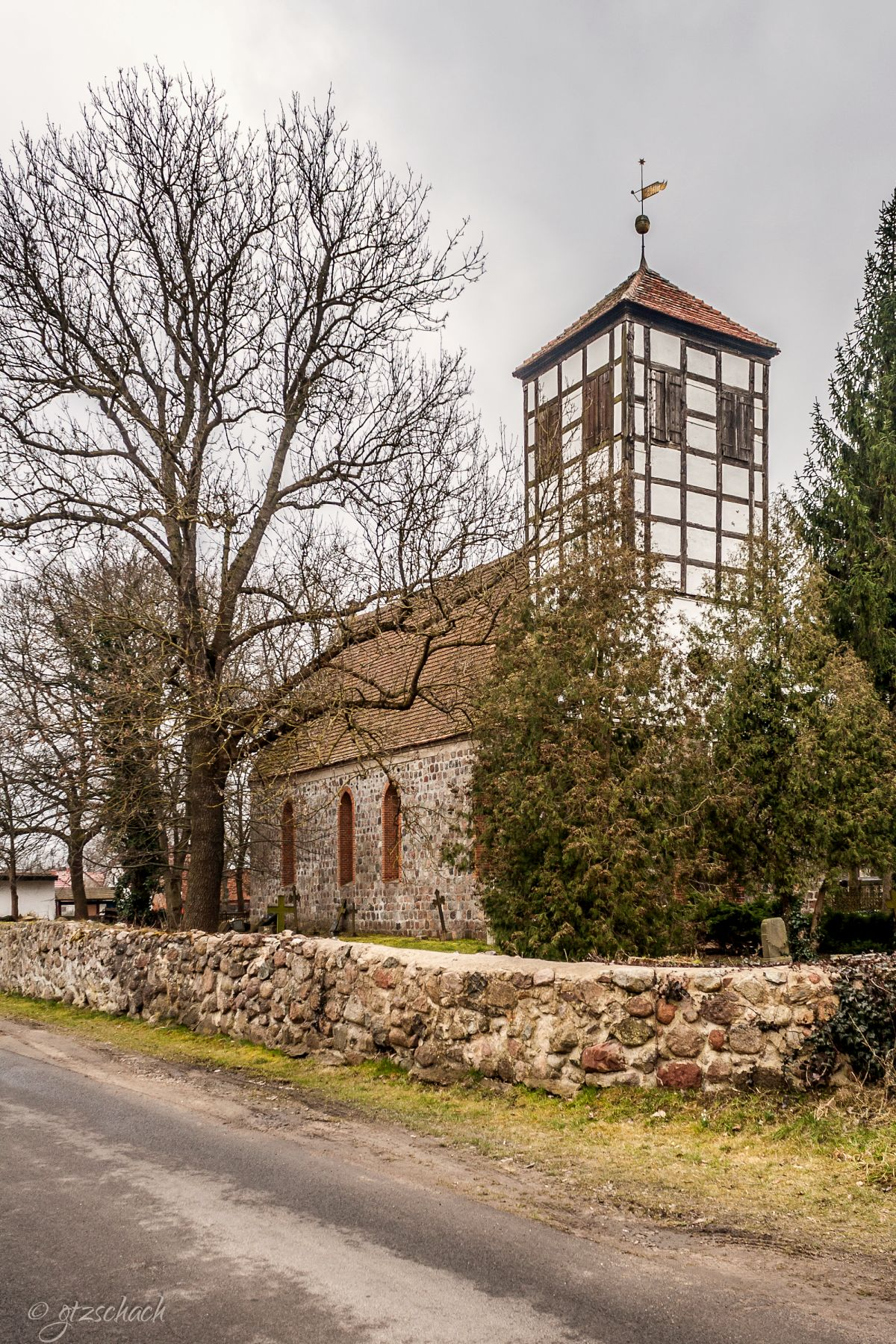
Dorfkirche Schönermark (Schwedt/Oder)

Die evangelische Dorfkirche Schönermark ist eine gotische Saalkirche im Ortsteil Schönermark von Schwedt/Oder im Landkreis Uckermark in Brandenburg. Sie gehört zur Evangelischen Gesamtkirchengemeinde Angermünder Land im Kirchenkreis Uckermark der Evangelischen Kirche Berlin-Brandenburg-schlesische Oberlausitz.

## Geschichte und Architektur
Die Kirche ist ein rechteckiger flachgedeckter Feldsteinbau mit nicht ausgebautem Westquerturm aus der zweiten Hälfte des 13. Jahrhunderts. Die Fenster und das neugotisches Westportal stammen von einer Restaurierung im Jahr 1876, der Dachturm aus Fachwerk wurde 1965 restauriert. Die Öffnungen der Ostwand, eine gestaffelte Dreifenstergruppe und die um ein kleines Kreisfenster zweireihig angeordneten Zwillingsblenden im Giebel sind mit Backsteinlaibungen versehen. An der Südostecke ist ein Quader mit Schachbrettmusterung eingefügt (ähnlich wie in den Kirchen von Dobberzin, Schmargendorf, Serwest). Das Innere wurde nach 1979 restauriert; es ist durch einen breiten Spitzbogen zwischen Turm und Schiff gegliedert. In der Westwand sind seitlich des Bogens Türöffnungen eingelassen (ähnlich wie in der Pfarrkirche Angermünde), links ist der Ansatz einer Mauertreppe erhalten. An der Wand über dem Turmbogen sind Ornamentmalereien aus sich überschneidenden roten Kreisen angebracht (restauriert), die Fenster der Ostwand sind mit gemalten Backsteinrahmungen verziert.

## Ausstattung
Das Hauptstück der Ausstattung ist ein weiß gefasster, hölzerner Kanzelaltar aus der Zeit vor 1740, mit bauchigem Korb zwischen Säulen und geschnitzten Wangen; der Schalldeckel wird vom preußischen Adler bekrönt. Die Westempore und das Gestühl stammen aus dem 19. Jahrhundert. Ein Gemälde mit der Darstellung Christi in Halbfigur befindet sich im Pfarrhaus, es handelt sich vermutlich um eine Kopie nach italienischem Vorbild aus der ersten Hälfte des 16. Jahrhunderts (aus der Königlichen Gemäldesammlung in Potsdam).
Die Orgel ist ein Werk von Emil Kaltschmidt aus dem Jahr 1876 mit sieben Registern auf einem Manual und Pedal, das 1979 von Ulrich Fahlberg restauriert wurde.
Ein silbervergoldeter Kelch mit Patene stammt aus der Zeit nach der Mitte des 16. Jahrhunderts, ein Kelch aus Zinn aus der Zeit um 1700. Ein Leuchterpaar aus Zinn wurde 1743 geschaffen, eine Taufschale aus Zinn um die Mitte des 19. Jahrhunderts. Zwei Glocken aus den Jahren 1513 und 1553 wurden von Gregor Borgstede in Hamburg gegossen.